# Evil Heat
Evil Heat é um álbum da banda britânica Primal Scream, lançado em 2002. O álbum prossegue com a música agressiva do disco anterior e conta com a participação de diversos músicos e artistas, incluindo Robert Plant (vocalista do Led Zeppelin) e a modelo Kate Moss, que também participou do videoclipe da música "Some Velvet Morning".

## Faixas
1. "Deep Hit of Morning Sun" – 3:44
2. "Miss Lucifer" – 2:28
3. "Autobahn 66" – 6:15
4. "Detroit" – 3:03
5. "Rise" – 4:21
6. "The Lord Is My Shotgun" – 3:56
7. "City" – 3:22
8. "Some Velvet Morning" (Lee Hazlewood) – 3:40
9. "Skull X" – 3:52
10. "A Scanner Darkly" – 4:30
11. "Space Blues #2" – 2:28
12. "Substance D" – 3:44

## Participações
- Jim Reid- Faixa 4
- Kate Moss- Faixa 8
- Robert Plant - Faixa 6
- Kevin Shields - Faixa7
- Paul Harte - Faixa 9
- Phil Mossman - Faixa 2
- Darren Morris - Faixa 5
- Chris Mackin - Faixa 3
- Marco Nelson - Faixa 3
- Brendan Lynch - Faixa 7